# Caffrogobius natalensis
Caffrogobius natalensis je paprskoploutvá ryba z čeledi hlaváčovití (Gobiidae).
Druh byl popsán roku 1874 ichtyologem Albertem Güntherem.

## Popis a výskyt
Maximální délka ryby je 10,2 cm.
Tělo protáhlé, válcovité, vzadu stlačené. Hlava lehce stlačená. Tělo a hlava hnědožluté barvy, břicho žluté. Pět až osm tmavých pruhů na hřbetní části se světlým pruhem uprostřed. Černé skvrny na hlavě. Kulatá černá skvrna nad základnou prsní ploutve a 1–4 tmavé skvrny na základně.
Byla nalezena ve vodách západního Indického oceánu a jihovýchodního Atlantiku: od KwaZulu-Natal po Knysnu. Jednou zaznamenána v řece Moro v Natalu.